# November Rain
November Rain – ballada rockowa zespołu Guns N’ Roses. Utwór składa się z trzech partii solowych gitarzysty Slasha, które wspierane są przez orkiestrę symfoniczną oraz frontmana Axla Rose’a na fortepianie. Piosenka znajduje się na pierwszej płycie podwójnego albumu grupy – Use Your Illusion. W roku 2003 amerykańskie czasopismo Guitar World umieściło grę Slasha w czołówce listy 100. najlepszych solówek gitarowych (100 Greatest Guitar Solos), gdzie muzyk znalazł się na 6. miejscu zestawienia. Mimo iż piosenkę wydano dopiero w 1991 roku, Axl Rose napisał partie klawiszowe i słowa utworu już w roku 1983, gdy wokalista był członkiem formacji L.A. Guns. „November Rain” pozostaje najdłuższym utworem, który dostał się do pierwszej dziesiątki zestawienia Billboard Hot 100, docierając do #2 w sierpniu 1992 roku.

## Teledysk
Wideoklip wyreżyserował Andy Morahan. Film pokazuje Axla Rose’a oraz jego ówczesną dziewczynę Stephanie Seymour, którzy biorą ślub kościelny. Budżet tego teledysku wyniósł ponad 1,5 miliona dolarów, co wtedy było najwyższą kwotą przeznaczoną na realizację wideoklipu. Obecnie zajmuje 21. miejsce na liście najdroższych wideoklipów wszech czasów. Na potrzeby klipu wynajęty został teatr w centrum Los Angeles.
Utwór „November Rain” rozpoczyna trylogię, Axl i Seymour biorą w nim ślub, po czym ona umiera. W piosence „Don’t Cry” natomiast Axla wspomina Seymour, a w tle słychać metaliczny dźwięk głosu ludzkiego, podczas gdy Rose odwiedza swój grób. Zakończeniem tej trylogii jest utwór „Estranged”, gdzie wokalista wraca do normalnego życia.
W lipcu 2018 klip do utworu osiągnął miliard wyświetleń w portalu YouTube.

### Nawiązanie teledysku
Według informacji podanych na końcu wideoklipu, „November Rain” oparty jest na krótkiej historii „Without You” Dela Jamesa, dostępnej w jego książce The Language of Fear. Fabuła powieści traktuje o gwieździe rocka, która opłakuje samobójczą śmierć swojej dziewczyny, z którą był w trudnym związku.
Istnieje wiele spekulacji dotyczących śmierci w teledysku postaci granej przez Seymour. Jednak pokrewieństwo historii zawartej w klipie z fabułą „Without You” autorstwa Jamesa, niedwuznacznie sugeruje, że dziewczyna sama się zabiła.